# Barun-Khemchiksky (huyện)
Huyện Barun-Khemchiksky (tiếng Nga: ? райо́н) là một huyện hành chính tự quản (raion), của Tuva, Nga. Huyện có diện tích 6247 km². Trung tâm của huyện đóng ở Kyzyl-Mashalyk.